# اقتصاد اتحادیه اروپا
اقتصاد اتحادیه اروپا دومین اقتصاد بزرگ در جهان به‌صورت اسمی و طبق برابری قدرت خرید است. تولید ناخالص داخلی اتحادیه اروپا در سال ۲۰۱۵، ۱۵ تریلیون دلار (اسمی) تخمین زده می‌شود که حدود ۲۲ درصد از اقتصاد جهانی است.

## اقتصاد دانش‌بنیان در اتحادیه اروپا
دولت‌های عضو اتحادیة اروپا در این موضوع اتفاق نظر دارند که یگانه راه نجات اقتصاد و صنعت بحران‌زدة اتحادیه در توسل جستن به اقتصادی مبتنی بر «سرمایه انسانی»، «تحقیقات کاربردی»، «دستاوردهای نوآورانه» و «صنایع کوچک و متوسط» است.
اتحادیه اروپا نگاهی غایتمند به مبحث اقتصاد دانش‌بنیان نداشته، بلکه فقط این نوع از اقتصاد را ابزاری برای دستیابی به مجموعه‌ای از اهداف و اولویت‌ها همچون رشد اقتصادی بالا، کاهش نرخ بیکاری و حفظ رقابت‌پذیری صنایع دانسته‌است. اما بحران اقتصادی سرایت‌یافته از آمریکا به کشورهای اروپا به‌خصوص منطقة یورو در سال ۲۰۰۸ و شکل‌گیری بحران بدهی در سال ۲۰۱۰ میلادی، منجر به شکست استراتژی لیسبون و حتی عقب‌گرد شدید اقتصاد کلان اتحادیة اروپا شد. بااین‌حال، کمیسیون اروپا در سوم مارس ۲۰۱۰، طرحی با عنوان «اروپا ۲۰۲۰: راهبردی اروپا برای رشد هوشمند، پایدار و همه‌جانبه» پیشنهاد داد و شورای سران اتحادیة اروپا در هفدهم ژوئن ۲۰۱۰ این برنامه چشم‌اندازده‌ساله را به تصویب رساند. سند راهبردی «اروپا ۲۰۲۰»، سه اولویت کلان برای خود متصور شده‌است: ۱) رشد هوشمند؛ توسعة اقتصادی بر مبنای دانش و نوآوری، ۲) رشد پایدار؛ تقویت اقتصادی سبزتر، رقابتی‌تر و بهره‌مند از منابع کارآمدتر و ۳) رشد همه‌جانبه؛ بسط اقتصادی با توان حمایت از نرخ اشتغال بالا و تأمین‌کنندة انسجام اجتماعی و منطقه‌ای تا پایان سال ۲۰۲۰ میلادی.

## سیاست کارآفرینی در اتحادیه اروپا
با توجه به نقش قابل‌توجه کارآفرینی و بنگاه‌های کوچک و متوسط در اقتصاد اتحادیه اروپا، طرح‌ها و سیاست‌هایی برای ترویج فرهنگ کارآفرینی، حمایت از فعالیت این بنگاه‌ها در داخل اتحادیه و نیز افزایش رقابت‌پذیری آن‌ها در سطح جهان اتخاذ شده و نهادهای اروپا چون «بانک سرمایه‌گذاری اروپا»، کمک‌های مالی گسترده‌ای به مؤسسات کارآفرینی اختصاص داده‌اند. برای مثال، جدیدترین گزارش بانک سرمایه‌گذاری اروپا حاکی از آن است که این نهاد مالی بودجه‌ای بالغ‌بر ۳۰٫۲ میلیارد یورو در سال ۲۰۱۶ به کارآفرینی و تأمین مالی نزدیک به ۳۸۵ هزار بنگاه کوچک و متوسط تخصیص داده‌است. این در حالی است که این بانک در سال ۲۰۱۲، بودجه‌ای معادل ۱۰٫۷ میلیارد یورو و در سال ۲۰۱۴، بودجه‌ای بالغ‌بر ۲۲ میلیارد یورو به این حوزه اختصاص داده بود. اگرچه طرح‌ها و برنامه‌های کارآفرینی در سطح اتحادیه اروپا بیشتر در حوزه سیاست‌های کلان صنعت قابل‌تعریف است، اما کارآفرینی دانش‌بنیان موضوعی است که اتحادیه اروپا مجدانه به دنبال تحقق آن است تا از برآیند دانش، تحقیق و نوآوری در صنایع خود به نحو احسن استفاده کند و موجب حفظ و برتری رقابت‌پذیری صنایع خود در مقایسه با صنایع دیگر قدرت‌های برتر اقتصادی شود.

## سیاست دانش در اتحادیه اروپا
اسناد توسعه‌محور اتحادیه اروپا همچون سند راهبردی «اروپا ۲۰۲۰» دستیابی به اقتصاد هوشمند را منوط به تقویت مؤلفه‌های دانش و نوآوری دانسته به‌طوری که در ارائه راهکارهای عملی برای تبدیل اقتصاد اتحادیه اروپا به اقتصاد مبتنی بر دانش، کمیسیون اروپا خواستار کسب تحصیلات عالیه از سوی حداقل ۴۰ درصد نسل جوان (سنین بین ۳۰ تا ۳۴ سال) و الزام به کاهش سهم ترک تحصیل دانش‌آموزان به کمتر از ۱۰ درصد تا سال ۲۰۲۰ میلادی شده‌است.